# Démétrios de Pharos
Pour les articles homonymes, voir Démétrios.
Démétrios de Pharos (en grec ancien : Δημήτριος ἐκ Φάρου / Dimítrios ek Fárou), mort en 214 av. J.-C., à Messène, est un aventurier, un général et gouverneur Illyrien. Il est resté célèbre pour avoir, au cours de la première guerre d'Illyrie, d'abord servi la reine d'Illyrie, Teuta, puis s'être rangé du côté des Romains grâce auxquels il put régner sur une partie de la côte adriatique, avant de les trahir lors de la seconde guerre d'Illyrie pour s'allier à Philippe V, roi de Macédoine.

## Biographie
Comme son nom de famille l'indique, Démétrios est apparemment né et / ou, du moins, a grandi sur l'île de Pharos (l'actuelle île de Hvar en Croatie), à l'époque une colonie grecque de la côte Dalmate, fondée par Paros. Les premières années de sa vie restent des pages blanches pour les historiens. Toutefois, selon Appien, dans son Histoire romaine, Démétrios régnait déjà sur Pharos en tant que gouverneur lors du règne du roi illyrien Agron (entre 250 et 231 av. J.-C.) et, qu'après la mort de celui-ci en 231 av. J.-C., il a continué à gouverner son île natale, devenue vassale des Illyriens sous la régence de la reine Teuta, deuxième épouse d'Agron et belle-mère du fils d'Agron Pinnes, alors trop jeune pour régner. Cela signifie que Démétrios avait déjà atteint une position politique importante parmi les Illyriens.

## La première guerre d'Illyrie
C'est lors d'événements liés à la première guerre d'Illyrie opposant les Romains et les Illyriens, en 229 avant notre ère, qu'apparaît pour la première fois Démétrios de Pharos. En effet, il reçoit le commandement de la garnison illyrienne stationnée à Corcyre (Corfou), alors que la flotte illyrienne navigue vers le nord. L'île, qui occupait une position stratégique car située au carrefour des couloirs de navigation qui reliaient la péninsule italienne à la péninsule balkanique, est toutefois vite assiégée et craignant d'avoir perdu la confiance de la reine Teuta, Démétrios trahit cette dernière et entre en négociation avec les Romains, leur promettant la reddition de l'île sans la moindre résistance et en leur servant de guide puis de conseiller le reste de l'expédition. En échange, en qualité de nouveau gouverneur des îles dalmates, il se voit promettre Pharos, quelques îles voisines et une partie de la côte illyrienne, à la seule condition d'une défaite et soumission explicite de la part de Teuta.
En 228 av. J.-C, la reine illyrienne est forcée de signer un traité de paix. Celui-ci limite ses possessions, ses forces militaires et oblige le versement d'une indemnité de guerre aux Romains. Ainsi, Démétrios devient le souverain des territoires conquis par Rome, à l'exception de Corcyre et d'Apollonia.

## Souverain du royaume des Ardiéens
À la suite de la première guerre illyrienne, Démétrios succède à Teuta sur le trône ardiéen, quelque part entre 228 et 226 avant notre ère, puis vers 222 av. J.-C, épouse Triteuta, première épouse d'Agron et mère de Pinnes, dont il devient le régent. Assurant une légitimité sur le royaume illyrien et bien qu'il doit partager son autorité avec Scerdilaidas, frère d'Agron et ancien commandant de Teuta, Démétrios noue des liens avec la Macédoine d'Antigone III Doson.
En 222 avant J.-C, un corps illyrien composé de 1 600 hommes et conjointement commandé par Démétrios et Scerdilaidas combat avec distinction à la bataille de Sellasie, en Laconie, où les Macédoniens remportent une victoire décisive sur les Spartiates de Cléomène III.
Après Sellasie, Démétrios commence à étendre son contrôle sur l'Illyrie aux dépens de Rome, dont le manque d'intérêt presque total pour cette région l'encourage à entreprendre des manœuvres politiques et militaires ; en effet, comme le suggère Polybe, Rome était largement préoccupé par la conquête de la Gaule cisalpine, à contenir l'avancée des peuples gaulois et celtiques en Italie et à se préparer à affronter le général carthaginois Hannibal Barca. En conséquence, Démétrios arrive à la conclusion que son alliance avec Rome est une entrave à ses ambitions privées et ses projets expansionnistes en Illyrie et commence à agir de façon autonome en se tournant vers l'autre puissance majeure de la Grèce : la Macédoine. Avec cette alliance, Démétrios souhaite étendre son influence sur toute l'Illyrie jusqu'en Grèce continentale. Pour la Macédoine, l'alliance avec Démétrios est l'aubaine de rétablir le contrôle macédonien sur la Grèce et de raviver la toute-puissance de la monarchie. La bataille de Sellasia aura donc ébauché les linéaments d'un rapprochement entre les deux États.
En 221, Antigone Doson est tué lors d'une invasion illyrienne dirigée par Scerdilaidas à la frontière nord-ouest de la Macédoine. Cette menace rompt quasiment les liens déjà bien fragiles entre Démétrios et Scerdilaidas, et bien qu'ayant perdu Antigone en tant qu'allié, Démétrios s'empresse de garder la même relation amicale avec le successeur d'Antigone, Philippe V.
En 220, les forces illyriennes dirigées par Démétrios et Scerdilaidas naviguent au sud de Lissus, rompant de facto le traité conclu auparavant avec Rome en 229 av. J.-C. à la fin de la première guerre d’Illyrie. Débarqués ensuite au sud-ouest du Péloponnèse, ils assiègent la ville de Pýlos mais échouent. À ce moment-là, Scerdilaidas refuse de continuer à suivre Démétrios contre les Romains. Toutefois, fort d'une cinquantaine de navires et de sa nouvelle alliance avec le royaume de Macédoine, Démétrios se livre à la piraterie en mer Adriatique, ravageant de nombreuses îles des Cyclades puis, de retour dans son royaume, des villes du sud de l'Illyrie soumises à Rome.

## La deuxième guerre d'Illyrie et la lutte contre les Romains
Les Romains, qui jusqu'alors ignoraient les activités de leur ancien allié, sont bien décidés à ne pas laisser impunie la violation du traité et réagissent promptement pour punir Démétrios, son seul tort étant de s'être comporté comme un prince indépendant, mais aussi parce que les côtes du royaume des Ardiaei, en raison de la menace d'une guerre avec Carthage, sont une zone à sécuriser.
Au printemps 219, le Sénat romain, anticipant cette guerre longue et difficile avec Carthage, souhaite régler les choses en Illyrie. Une armée romaine est ainsi envoyée en Illyrie, sous le commandement du consul Lucius Æmilius Paulus, pour faire rentrer Démétrios dans le rang : c'est le début de la deuxième guerre d'Illyrie.
Contrairement à Teuta, Démétrios est bien préparé. Il a anticipé en envoyant une importante garnison à Dyrrachium (dans l'arrière-pays d'Apollonie), laissé 6000 de ses meilleurs hommes sur son île natale de Pharos et fait éliminer tous les opposants politiques des cités prises pour les remplacer par de loyaux serviteurs.
Pourtant, Lucius Aemilius Paullus fond sur Dyrrachium, dont il s'empare en sept jours, puis vers Pharos, qui résiste en comptant sur les fortifications de la cité voisine d'Isa, de bonnes troupes, de nombreuses provisions et du matériel de guerre. Afin d'éviter un siège qui s'éterniserait, Lucius Aemilius se risque à déplacer une partie de ses troupes vers une zone boisée de l'île pour contourner Démétrios. Tombant dans le piège, Démétrios descend vers le port pour s'opposer à ce débarquement, et lorsque la principale armée romaine apparaît à l'autre extrémité de l'île, Démétrios se voit forcé de livrer bataille sur deux fronts.
C'est ainsi qu'en 218 avant J.-C. les forces illyriennes se rendent, attaquées des deux côtés et coupées des remparts de la ville. De son côté, Démétrios s'enfuit et trouve refuge en Macédoine, auprès de Philippe V de Macédoine dont il devient le conseiller.

## Conseiller de Philippe V et mort
En 217 av. J.-C., après sa victoire contre Démétrios de Pharos, Lucius Aemilius Paullus se rend dans le reste de l'Illyrie et réorganise l'Illyrie, avant de rentrer à Rome à la fin de l'été, où il est reçu triomphalement. Les Romains envoient également une ambassade à la cour de Macédoine, demandant à Philippe V que Démétrios leur soit remis, mais l'ambassade n'obtint aucun résultat. En effet, Démétrios est devenu l'un des plus proches conseillers du roi macédonien : à l'image de ce juin de la même année, lorsque Philippe, apprenant la victoire d'Hannibal à la Bataille du lac Trasimène, montra la lettre l'informant de la défaite de Rome, à Démétrios uniquement. En apprenant la nouvelle, Démétrios exhorte le roi macédonien à conclure à la hâte une paix avec les étoliens, avec lesquels il est en guerre, et à diriger toutes ses forces vers l'Illyrie. En possédant la côte illyrienne et ses ports, les Macédoniens pourraient se joindre facilement aux forces de Carthage contre la République romaine, et Démétrios pourrait ainsi avoir une chance de récupérer ses possessions en Illyrie et de se venger sur Rome.
Philippe décide de suivre les conseils de Démétrios et, les années suivantes, tente de capturer la côte illyrienne, pour étendre son contrôle vers l'ouest, et fit même la guerre à Scerdilaidas. Aussi, une alliance entre la Macédoine et Carthage est établie en 215 contre Rome et que toute paix conclue avec Rome inclurait comme conditions que les Romains abandonneraient le contrôle de Corcyre, Apollonie, Dyrrachium, Pharos, Dimale, Parthini et Atintania et les restitueraient à Démétrios. Ses ambitions conduiront finalement aux guerres de Macédoine, et précipiteront l'effondrement du royaume de Macédoine. Pour Polybe, il est clair que l'influence de Démétrios a inspiré la politique de conquête et d'expansion de Philippe V, d'abord dans la guerre contre les Étoliens, mais aussi en étant l'artisan de projets de paix, à l'image de la paix de Naupacte avec les Étoliens.
Toutefois, Démétrios périt en 214 alors qu'il tente de mener la Macédoine à la conquête de la Messénie, alors une région en proie à de graves troubles sociaux, dans une tentative de prise de la citadelle de l'Ithômé.